# Оконто (окръг, Уисконсин)
Окръг Оконто (на английски: Oconto County) е окръг в щата Уисконсин, Съединени американски щати. Площта му е 2976 km², а населението - 38 965 души (1 април 2020). Административен център е град Оконто.